# Marek z Kytlice
Marek z Kytlice (1. pol. 16. stol. – 5. prosince 1579 Vratislav) byl 43. proboštem litoměřické kapituly v letech 1567–1579 a kapitulní děkan ve Vratislavi.

## Původ
Marek, svobodný pán z Kytlice rodem pocházel ze Slezska a předkové jsou doloženi již od 13. století v Polsku. Kolem roku 1200 byl Jindřich z Kytlice vzorným hnězdenským arcibiskupem. Kytlicové se objevují ve 14. století v Čechách. Mezi kanovníky pražské dómské kapituly byl v letech 1376–1383 Jan z Kytlice, který byl současně arcijáhnem v Žatci.
Marek z Kytlice byl synem Oty a jeho matka byla rozená „ze Stentsch“. Její otec byl dvorním maršálkem biskupa z Vratislavi Baltazara z Promnitz (1539–1562). Mladý Marek zahájil svou aktivní činnost v armádě, později se však rozhodl stát se duchovním. Kdy a kde se Marek z Kytlice narodil, není doposud známo. Již roku 1553 byl jmenován kanovníkem dómské kapituly ve Vratislavi, následujícího roku se stal členem kolegiátní kapituly ve Velkém Hlohově ve Slezsku. Další jeho prebendou bylo členství v kolegiátní kapitule u sv. Kříže ve Vratislavi. Dne 3. září 1567 byl jmenován proboštem v Litoměřicích a roku 1574 zvolen kapitulním děkanem dómské kapituly ve Vratislavi.

## Personální situace kapituly
Litoměřická kapitula byla v této době po všech stránkách v těžké situaci, protože litoměřičtí probošti měli další funkce u dvora v Praze a v Litoměřicích pobývali málo. Navíc byli někteří probošti cizozemci a neznali místní poměry ani konkrétní situaci. Jak proboštství, tak i chrám sv. Štěpána byly ve velice špatném stavu, protože péče o majetek probošta a částečně i kapitulního děkana byly nedostatečné. Po rezignaci probošta Prusínovského podal pražský arcibiskup Antonín Brus z Mohelnice, který se o situaci v Litoměřicích mimořádně staral, císaři podrobnou relaci o celkovém špatném stavu kapituly. Vždyť téměř třicet let v Litoměřicích nesídlil žádný probošt! Během této doby Brus podával císaři další neutěšené informace. Například roku 1565 navrhl, aby císař nejméně dva roky neobsazoval dignity kapituly, aby příjmy mohly být použity pro nezbytné stavební úpravy na Dómském pahorku. Upozornil císaře, že i interiér chrámu sv. Štěpána je ve špatném stavu. Ani o úrodné vinice nebylo řádně postaráno. Pokud by císař nesouhlasil s podaným návrhem a chtěl by mít dignity litoměřické kapituly obsazeny, měl by jmenovat pouze aktivní a schopné, češtinu ovládající kandidáty, jak vyplývá z dopisu císaři z 5. listopadu 1566. Uvedená arcibiskupa doporučení byla ale splněna jen zčásti.

## Příchod nového probošta
Na konci roku 1566 požádal kanovník dómské kapituly ve Vratislavi Marek z Kytlice o proboštství v Litoměřicích, které bylo uvolněné. Na tuto žádost odpověděla císařská dvorní kancelář 4. prosince, že se záležitost odsouvá do doby, dokud se císař nevrátí do Čech, což se mělo brzy uskutečnit. Jeho žádost byla sice vyřízena pozitivně, ale císařův souhlas přišel až 3. září 1567. Marek dostal císařskou prezentaci. Císaři Maxmiliánovi připomněl dosavadní věrné služby a pomoc jeho zemřelému otci Ferdinandu I. Pražský arcibiskup dostal pokyn, aby instalace byla uskutečněna co nejdříve, aby Marek mohl okamžitě začít zlepšovat neutěšenou situaci litoměřické kapituly.
Po dohodě s kapitulou se nový probošt Marek rozhodl upravit dosavadní pronájmy (29. července 1569) v Chyšnově. Byly určeny povinnosti a práva nájemců a zvlášť bylo zdůrazněno, že bez vědomí probošta a souhlasu kapituly není možný žádný pronájem nebo prodej. Pokud by nájemce zemřel bez dědice, vrátil by se celý majetek zpět kapitule. Pražská arcibiskupská kancelář novou úpravu nájemních vztahů potvrdila, a tak byl konečně pro probošta zajištěn značně spolehlivý příjem. Postupně se zlepšila i péče o polnosti a zvláště o vinice. Se souhlasem arcibiskupa Bruse a členů kapituly prodal 31. ledna 1571 vinice na tzv. Bílé hoře u Křešic místním poddaným za 189 kop grošů českých. Získaný peněžní obnos byl použit na nákup mlýna v Třebouticích.

## Reforma kapitulních statut
Ovšem stále nejdůležitější zůstávala nutnost reformy statut kapituly. Protože mnozí probošti pobývali velice často mimo Litoměřice, zvláště probošti Kašpar z Logau, Matouš Cythardus a částečně i Marek z Kytlice, získal kapitulní děkan Pěčín mimořádný vliv. Dosavadní statuta však byla kapituláři různě vykládá, bylo tedy nutno co nejdříve tento problém jednoznačně vyřešit. Na podnět arcibiskupa byla svolána zvláštní porada, aby byly některé pasáže statut definitivně vyjasněny. Porada se konala v srpnu 1569 a předsedal jí oficiál pražské dómské kapituly Tomáš Albín z Helfenburka (byl roku 1574 zvolen olomouckým biskupem, 1574–1575). Na základě porady byla zpracována stanoviska a formulace k upřesnění statut. Podle těchto schválených statut byli kapituláři povinni plnit všechny povinnosti vyplývající z reformovaných statut, žádný kapitulár se nesmí vměšovat do práv jiného, musí přestat oboustranné narážky a pomluvy. Kapituláři mají společný nárok na kapitulní poddané a poddaní mají být ke všem duchovním slušní a respektovat je. Ohledně příjmů z labského cla mají se dvakrát ročně pravidelně vybírat celní desátky. Pozornost byla věnována i kapitulním krčmářům, patřícím k proboštskému pivovaru. Naopak má být s poddanými jednáno důsledně a ohleduplně. I když měl kapitulní děkan právo svolávat zasedání kapituly, pokud byl probošt přítomný, přecházela tato právě na něj. Z tzv. cejnoviánské nadace byl vyplácen po ustanovení zvláštní kaplan. Pokud by to nebylo možné, je třeba vyřešit to ve smyslu uvedené nadace. Dary kapitule mají být po vzoru pražské dómské kapituly věnovány převážně pro potřeby chrámu sv. Štěpána. Nezbytné stavební úpravy církevních budov se mají finančně krýt s odúmrtí atd. V závěru se znovu důrazně připomíná, že v kapitule má být vzájemná svornost i láska, od duchovních se musí požadovat vzájemný respekt a důsledně trvat na zákazu všech urážek. Uvedený přehled změn ve statutech kapituly měl doplňovat reformovaná statuta z roku 1559.

## Obvinění u císaře
Přesto již 2. října 1570 žaloval probošt Kytlice na děkana kapituly Bartoloměje Pěčína. Po smrti Pěčína roku 1573 navrhl probošt nejprve převzít všechny povinnosti kapitulního děkana. Pražský arcibiskup však souhlasil pouze s převzetím duchovních povinností zemřelého děkana Pěčína. Císař Maxmilián II. potvrdil pak dočasné sloučení obou církevní povinností (30. listopadu 1573). Odpůrci probošta Marka z Kytlice žalovali císaři, že probošt nevede děkanství kapituly dobře. O jeho silném zájmu o hospodářství však svědčí jím roku 1573 založená hospodářská registra, česky psaná písařem Jakubem Srkalem, s některými kronikářskými poznámkami.
Císař nařídil, aby se Marek k tomuto obvinění vyjádřil, a jakmile císař přijede do Prahy, chce s proboštem žaloby projednat. Ukázalo se však, že žaloby nebyly podloženy a že Marek z Kytlice své přikázané povinnosti plní svědomitě. Potvrzuje to jeho dopis ze 7. března 1574, kde dokazuje, že o kapitulní děkanství nebylo nikdy tak pečováno jako z Pěčína a vyslovil přesvědčení, že císař bude s jeho správou spokojen. Vysvětlil důvod odložení celkového vyúčtování a požádal, aby kontrolu provedli císařští komisaři, protože se probošt kontroly nemusí obávat.

## Ustanovení nového kapitulní děkana
Císař jmenoval roku 1574 nového kapitulního děkana Jindřicha z Donína (1574–1584). Temporalia za něj převzal jeho otec Abraham z Donína, který se s celou rodinou proto přestěhoval do Litoměřic a ubytoval se na kapitulním děkanství, přestože nebyl katolíkem. Arcibiskup pražský poslal na kontrolu svého delegáta kanovníka Mgr. Felixe de Lindu. Mezi oběma jmenovanými vznikl brzy spor a následovaly žaloby císaři. Ke sporu se vyjádřil i probošt Marek, který zjistil, že Abraham z Donína s manželkou řídil celé děkanství, které bylo s proboštstvím v jedné budově. Bylo zjištěno, že v rezidenci jsou zaměstnány civilní osoby. Vyšetřování nebylo dokončeno, když probošt Marek z Kytlice roku 1579 zemřel.
Marek z Kytlice se jako probošt věnoval především duchovním záležitostem, bohoslužbám v chrámu a mladým pomocným kněžím. Jako poslední jmenovaný duchovní byl proboštem Markem z Kytlice jmenován německý kazatel z kláštera ve slezské Zaháni.
Na tomto místě připomeňme opět velké zásluhy a péči arcibiskupa Bruse o litoměřickou kapitulu, což dokazuje překvapivě rozsáhlá dochovaná korespondence mezi ním a kapitulou. Důležité bylo zejména řešení právních problémů a zprostředkování styků probošta s císařem. Zvláště cenná je konfirmace práv a privilegií z 23. dubna 1571. Probošt Marek se snažil nejen práva kapituly bránit, ale za pomoci arcibiskupa získat i práva nová, například potvrzení péče o poddané, výše roboty a zejména práva a povinnosti poddaných. Proto probošt postupně odstraňoval nespravedlnosti proti poddaným. Arcibiskup tak mohl poznat velké schopnosti a zásluh probošta Marka z Kytlice a po smrti vratislavského biskupa (4. června 1574) mu navrhl, aby se ucházel o uvolněné místo, což se však nepodařilo. Biskupem se stal Martin Gerstmann (1574–1858) a probošt Marek byl zvolen dómskou kapitulou kapitulním děkanem v říjnu 1574 a 11. října téhož roku byl instalován.

## Zlepšení ekonomické situace
Významným počinem doby působení probošta Marka z Kytlice bylo i celkové zkrášlení interiéru chrámu sv. Štěpána. Probošt pořídil roku 1575 mramorové trůnní křeslo na pravé straně chóru. Když roku 1576 čeští královští komisaři dostali příkaz podstatně zvýšit poplatky, zaslal probošt Marke arcibiskupovi prosbu, aby převzal ochranu nad litoměřickou kapitulou, která byla v té době ve špatném stavebním stavu. Arcibiskup opět pomohl. Dne 14. listopadu 1572 poslal do Vídně císaři dopis, aby litoměřická kapitula dostala zvláštní „rezervu“ 400 kop českých grošů, která by byla do Litoměřic přednostně zaslána. 200 tolarů nečekaně věnoval pražský dómský kanovník Václav; by byly určeny ke stavbě chrámové věže. Arcibiskup však doporučil obnos použít k celkovému vybavení chrámového interiéru. Další doklady o získávání peněz pro vybavení interiéru svatoštěpánského kostela se bohužel nedochovaly.

## Úmrtí a majetkové vyrovnání
To však bylo již v době, kdy Marek z Kytlice vícekrát vážně onemocněl a jeho zdravotní stav se stále zhoršoval. Při návštěvě Vratislavi v létě roku 1577 musel být převezen do tamního špitálu sv. Matouše. V Čechách se dokonce brzy rozšířila zprva o jeho úmrtí ve špitálu, jak dokazuje dopis arcibiskupa Bruse z 16. srpna 1577 vedoucímu uvedeného špitálu. Tentokrát se probošt zotavil, ale znovu těžce onemocněl a 5. prosince 1579 zemřel a byl pohřben v dómské katedrále ve Vratislavi. Na náhrobku byl velmi dlouhý nápis popisující životní osudy. Probošt Marek zemřel bez závěti, proto o jeho pozůstalost vznikly brzy spory. Ve Vratislavi byli za této situace určeni dva exekutoři – dómský kanovník Vincenc Solinus a kapitulní notář J. Kornius. Krátce po smrti probošta Kytlice napsal arcibiskup Brus litoměřickému kanovníku Adamovi Drogerovi, že má vzít do úschovy vše, co po smrti probošta v Litoměřicích zůstalo, a aby nic nebylo nikomu vydáno. Litoměřický městský rychtář Mgr. Jindřich Mráz z Milešovky poslal obdobný dopis bratru zemřelého Marka Baltazarovi, který uplatnil nároky na celou pozůstalost. Vznikla tak složitá právní situace, do níž nakonec zasáhl i císař Maxmilián II. Bratr zemřelého Baltazar požadoval celou pozůstalost včetně nemovitostí – polností, vinic, mlýna v Třebouticích. Situaci komplikovalo i nezaplacení financí za pozemky, mlýn atd. Císař odpověděl, aby mlýn a dvůr v Třebouticích dostal Baltazar z Kytlice, nejdříve však mají být zaplaceny dluhy a zvláště církevní nadace. Baltazar musel mít na císařském dvoře a úřadech vlivné příznivce. Dne 1. listopadu 1581 byl vydán císařský příkaz, aby pražský dómský děkan Petr de Linda, dolanský probošt Vít a dr. Johannes Seliphus odevzdali veškerou pozůstalost probošta Marka z Kytlice, nezaplacené dluhy měl zaplatit nový probošt Wolfgang Pistorius.